# Glossogobius flavipinnis
Glossogobius flavipinnis é uma espécie de peixe da família Gobiidae.
É endémica da Indonésia.